# Lee Sharpe
Lee Stuart Sharpe (Halesowen, 27 maggio 1971) è un ex calciatore inglese, di ruolo centrocampista.

## Carriera
Sharpe iniziò la sua carriera nel Torquay United nel 1988. Dopo solo 16 partite il Manchester United notò il suo potenziale e lo acquistò a giugno per 200 000 sterline.
Fu subito aggregato alla prima squadra, inizialmente giocando fuori ruolo come terzino sinistro prima di prendere il posto di Ralph Milne come ala nella stagione 1990/91. Fu uno dei protagonisti della Coppa delle Coppe 1990/91 vinta dai Red Devils e nella stessa stagione segnò anche una tripletta contro l'Arsenal ad Highbury nella Coppa di Lega (6-2). Lo stesso Sharpe annovera questa prestazione tra i migliori ricordi della sua carriera.
Sfortunatamente fu costretto a stare lontano dai campi di calcio per un lungo periodo a causa di un infortunio e di una malattia (meningite virale) e quando poté ritornare disponibile il ruolo di ala sinistra era occupato stabilmente da Ryan Giggs, costringendolo così a giocare fuori posizione come terzino sinistro o ala destra, giocandosi il posto con Andrej Kančelskis. In totale in 8 anni disputò 265 partite con il Manchester United, segnando 36 gol.
Fu acquistato dal Leeds Utd per £ 4,5 milioni nell'estate del 1996. Dopo aver disputato 26 partite e segnato 5 reti nella Premiership 1996/97, un infortunio al ginocchio lo costrinse a saltare l'intera stagione 1997–98 e al suo rientro non riuscì più a conquistarsi un posto da titolare.
Nell'inverno del 1998 fu dato in prestito alla Sampdoria, ma disputò solo 3 partite e ritornò quindi in Inghilterra. Nel marzo 1999 fu nuovamente ceduto in prestito, questa volta al Bradford City, con cui conquistò la promozione in Premiership dopo 77 anni. La stagione seguente passò definitivamente al Bradford City per £ 250.000, aiutando il club a conquistare la salvezza.
Nella stagione 2000/2001, Sharpe perse il posto da titolare e nel febbraio 2001 andò in prestito al Portsmouth in First Division. A maggio ritornò al Bradford City, ma a fine stagione non gli fu rinnovato il contratto. Firmò per l'Exeter City e poi si trasferì in Islanda al Grindavík. Nel giugno 2003, all'età di 32 anni, annunciò il suo ritiro dal calcio professionistico.
Nel 2004 Sharpe giocò con i dilettanti del Garforth Town in Northern Premier League.

## Statistiche

### Cronologia presenze e reti in nazionale
| Cronologia completa delle presenze e delle reti in nazionale ― Inghilterra | Cronologia completa delle presenze e delle reti in nazionale ― Inghilterra | Cronologia completa delle presenze e delle reti in nazionale ― Inghilterra | Cronologia completa delle presenze e delle reti in nazionale ― Inghilterra | Cronologia completa delle presenze e delle reti in nazionale ― Inghilterra | Cronologia completa delle presenze e delle reti in nazionale ― Inghilterra | Cronologia completa delle presenze e delle reti in nazionale ― Inghilterra | Cronologia completa delle presenze e delle reti in nazionale ― Inghilterra |
| Data                                                                       | Città                                                                      | In casa                                                                    | Risultato                                                                  | Ospiti                                                                     | Competizione                                                               | Reti                                                                       | Note                                                                       |
| -------------------------------------------------------------------------- | -------------------------------------------------------------------------- | -------------------------------------------------------------------------- | -------------------------------------------------------------------------- | -------------------------------------------------------------------------- | -------------------------------------------------------------------------- | -------------------------------------------------------------------------- | -------------------------------------------------------------------------- |
| 27-3-1991                                                                  | Londra                                                                     | Inghilterra                                                                | 1 – 1                                                                      | Irlanda                                                                    | Qual. Euro 1992                                                            | -                                                                          | 46’                                                                        |
| 31-3-1993                                                                  | Smirne                                                                     | Turchia                                                                    | 0 – 2                                                                      | Inghilterra                                                                | Qual. Mondiali 1994                                                        | -                                                                          | 85’                                                                        |
| 2-6-1993                                                                   | Oslo                                                                       | Norvegia                                                                   | 2 – 0                                                                      | Inghilterra                                                                | Qual. Mondiali 1994                                                        | -                                                                          |                                                                            |
| 9-6-1993                                                                   | Foxborough                                                                 | Stati Uniti                                                                | 2 – 0                                                                      | Inghilterra                                                                | U.S. Cup 1993                                                              | -                                                                          |                                                                            |
| 13-6-1993                                                                  | Washington                                                                 | Brasile                                                                    | 1 – 1                                                                      | Inghilterra                                                                | U.S. Cup 1993                                                              | -                                                                          |                                                                            |
| 19-6-1993                                                                  | Pontiac                                                                    | Germania                                                                   | 2 – 1                                                                      | Inghilterra                                                                | U.S. Cup 1993                                                              | -                                                                          | 46’                                                                        |
| 8-9-1993                                                                   | Londra                                                                     | Inghilterra                                                                | 3 – 0                                                                      | Polonia                                                                    | Qual. Mondiali 1994                                                        | -                                                                          |                                                                            |
| 13-10-1993                                                                 | Rotterdam                                                                  | Paesi Bassi                                                                | 2 – 0                                                                      | Inghilterra                                                                | Qual. Mondiali 1994                                                        | -                                                                          |                                                                            |
| Totale                                                                     |                                                                            | Presenze                                                                   | 8                                                                          |                                                                            | Reti                                                                       | 0                                                                          |                                                                            |

## Palmarès

### Giocatore

#### Club

##### Competizioni nazionali
- Campionato inglese: 3

Manchester United: 1992-1993, 1993-1994, 1995-1996
- Coppa d'Inghilterra: 3

Manchester United: 1989-1990, 1993-1994, 1995-1996
- Coppa di Lega inglese: 1

Manchester United: 1991-1992
- Charity Shield: 3

Manchester united: 1990, 1993, 1994

##### Competizioni internazionali
- Coppa delle Coppe: 1

Manchester United: 1990-1991
- Supercoppa UEFA: 1

Manchester United: 1991